# Nossa Senhora da Graça de Póvoa e Meadas
Nossa Senhora da Graça de Póvoa e Meadas is een plaats (freguesia) in de Portugese gemeente Castelo de Vide en telt 696 inwoners (2001).